# 馬宗 (伊利諾伊州)
馬宗（英語：Mazon）是位於美國伊利諾伊州格蘭迪縣的一個村落。

## 地理
馬宗的座標為41°14′23″N 88°25′30″W / 41.23972°N 88.42500°W，而該地最高點為海拔高度179米（即587英尺）。

## 人口
根據2010年美國人口普查的數據，馬宗的面積為38.02平方千米，當中陸地面積為38.02平方千米，而水域面積為0.00平方千米。當地共有人口1015人，而人口密度為每平方千米26人。